# Uniwersytet Ekonomiczny we Wrocławiu

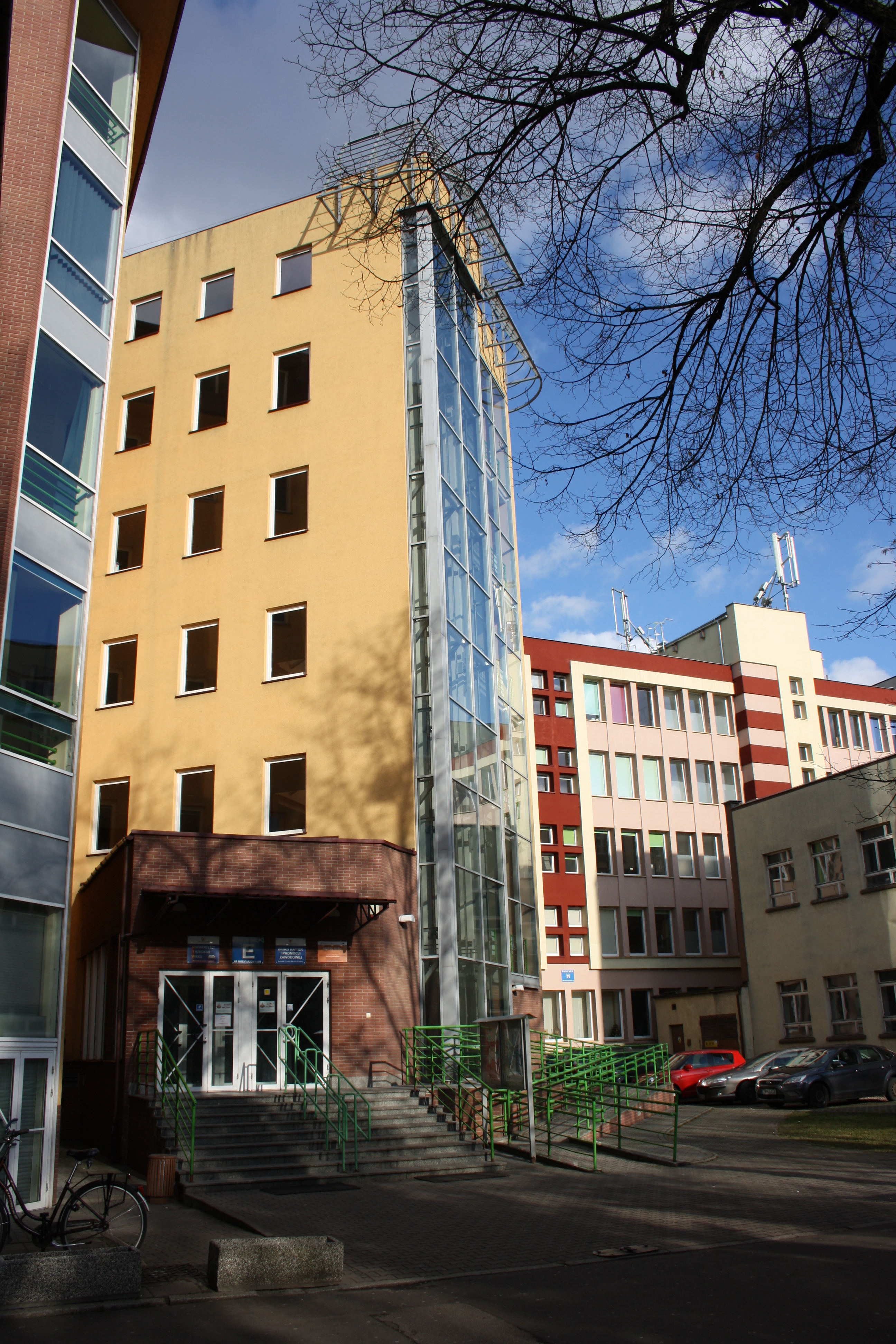
Budynek E

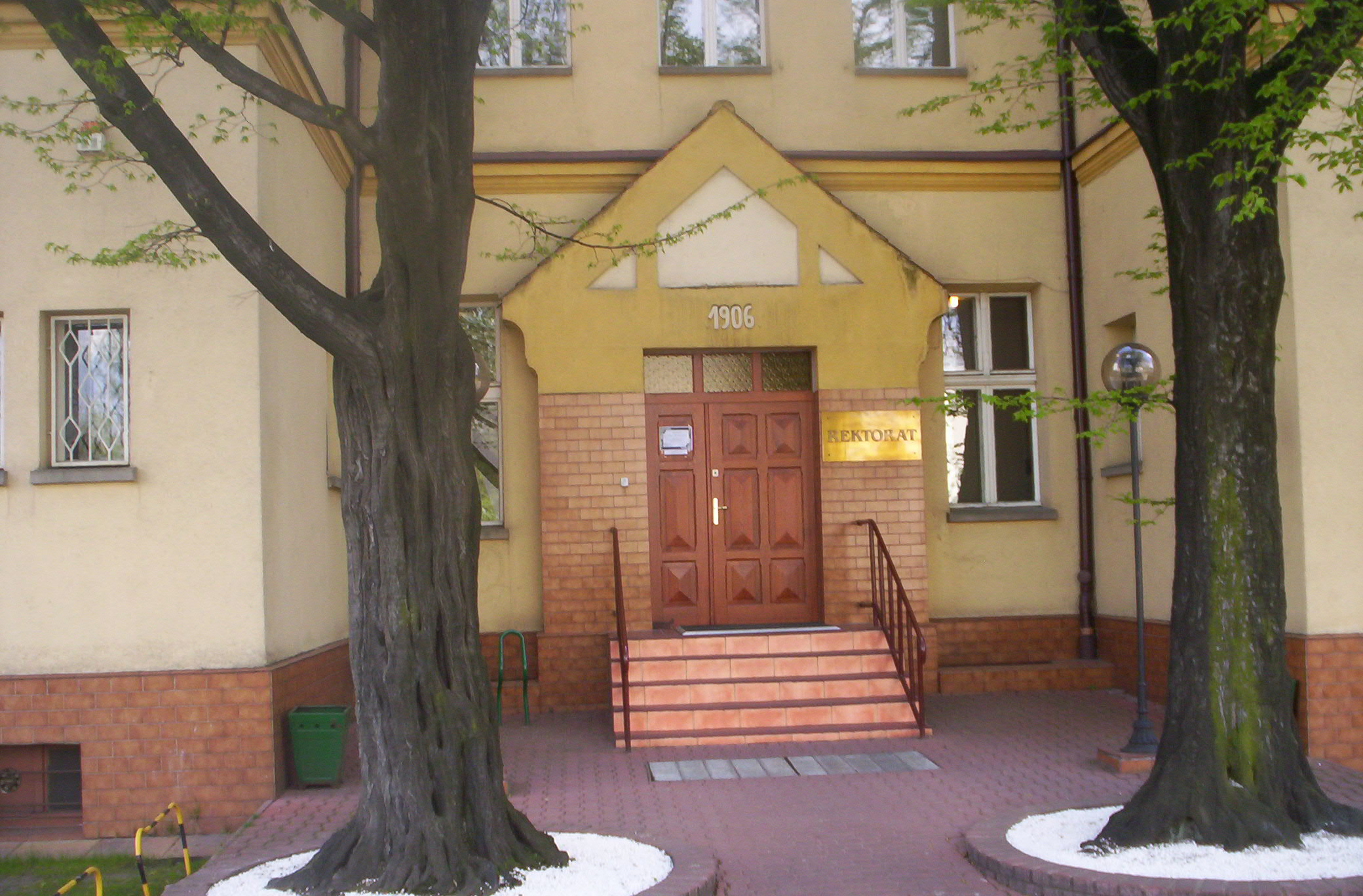
Rektorat

Uniwersytet Ekonomiczny we Wrocławiu (daw. Akademia Ekonomiczna im. Oskara Langego we Wrocławiu) – polska publiczna uczelnia ekonomiczna z siedzibą we Wrocławiu.
W Rankingu Szkół Wyższych miesięcznika „Perspektywy” 2021 została sklasyfikowana na 38. miejscu w Polsce. Wśród uczelni ekonomicznych zajęła 4. pozycję (na sześć możliwych).

## Historia
Uczelnia powstała w 1947 jako prywatna Wyższa Szkoła Handlowa, a jej kadrą dydaktyczno-naukową utworzyli przede wszystkim dawni pracownicy Uniwersytetu Jana Kazimierza i Akademii Handlu Zagranicznego we Lwowie oraz Uniwersytetu Stefana Batorego w Wilnie. Wykład inauguracyjny prof. Wincentego Stysia odbył się 3 lutego 1947. W 1948 w Wyższej Szkole Handlowej we Wrocławiu studiowało 2817 studentów, co czyniło uczelnię drugą pod względem liczby studentów na Ziemiach Odzyskanych.
W 1950 szkołę upaństwowiono, przekształcając ją w Wyższą Szkołę Ekonomiczną z dwoma wydziałami: przemysłu i finansów. W 1969 utworzono filę w Jeleniej Górze. W 1974 uczelnia została przekształcona w Akademię Ekonomiczną im. Oskara Langego. W 1982 jeleniogórską filię przekształcono w zamiejscowy Wydział Gospodarki Miejskiej i Usług. 18 marca 2008 Sejm Rzeczypospolitej Polskiej podjął decyzję o zmianie nazwy uczelni na Uniwersytet Ekonomiczny we Wrocławiu. Zmiana weszła w życie 6 maja 2008.
W 2019 roku Senat uczelni zadecydował o likwidacji wszystkich wydziałów i o powołaniu w ich miejsce nowych wydziałów i filii.

## Władze uczelni
Władze uczelni w kadencji 2024–2028:
- Rektor: prof. dr hab. Czesław Zając
- Prorektor ds. studenckich i kształcenia: dr hab. inż. Andrzej Okruszek, prof. UEW
- Prorektor ds. nauki: prof. dr hab. Marek Kośny
- Prorektor ds. współpracy międzynarodowej: prof. dr hab. Bogusława Drelich-Skulska
- Prorektor ds. finansów: dr hab. Piotr Bednarek, prof. UEW

Dziekani wydziałów, filii i szkoły doktorskiej:
- Wydział Inżynierii Produkcji: prof. dr hab. inż. Wojciech Golimowski
- Wydział Ekonomii i Finansów: prof. dr hab. Andrzej Graczyk
- Wydział Zarządzania: dr hab. Estera Piwoni-Krzeszowska, prof. UEW

- Filia w Jeleniej Górze: dr hab. Piotr Rogala, prof. UEW
- Szkoła Doktorska: dr hab. Dominika Bąk-Grabowska, prof. UEW
- Dziekan ds. Kształcenia: dr hab. Agnieszka Sokołowska-Durkalec, prof. UEW
- Dziekan ds. Studenckich: dr hab. Wawrzyniec Michalczyk, prof. UEW

## Wydziały i filia

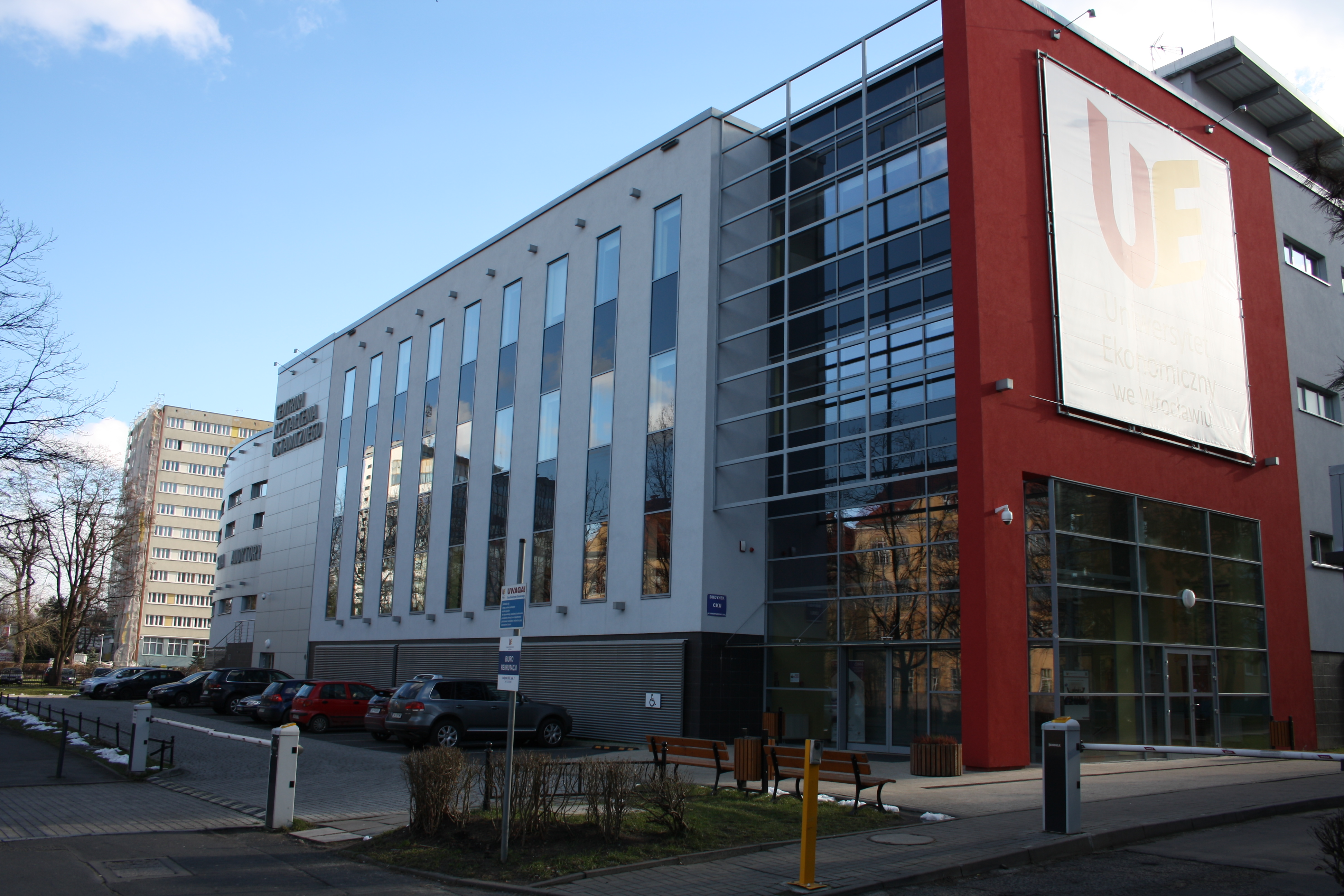
Centrum Kształcenia Ustawicznego Uniwersytetu Ekonomicznego we Wrocławiu

- Wydział Ekonomii i Finansów
- Wydział Inżynierii Produkcji
- Wydział Zarządzania
- Filia w Jeleniej Górze

## Pracownicy i studenci
Według stanu z 2017 uczelnia zatrudniała 581 pracowników naukowo-dydaktycznych, w tym 144 na stanowiskach profesorów zwyczajnych i profesorów nadzwyczajnych.
W roku akademickim 2015/2016 na uczelni studiowało 12 271 osób, w tym 7588 kobiet (61,8%). Na studiach stacjonarnych zapisanych było 8117 osób, natomiast na studiach niestacjonarnych 4154 osób. Na pierwszym roku studiowało 2916 osób (23,8%).
Uczelnię ukończyło ponad 75 tys. studentów.

## Uprawnienia do nadawania stopni naukowych
Uniwersytet Ekonomiczny we Wrocławiu posiada uprawnienia do nadawania następujących stopni naukowych:
- dr i dr hab. nauk społecznych w dyscyplinie ekonomia i finanse
- dr i dr hab. nauk społecznych w dyscyplinie nauki o zarządzaniu i jakości
- dr nauk rolniczych w dyscyplinie technologii żywności i żywienia

## Rektorzy

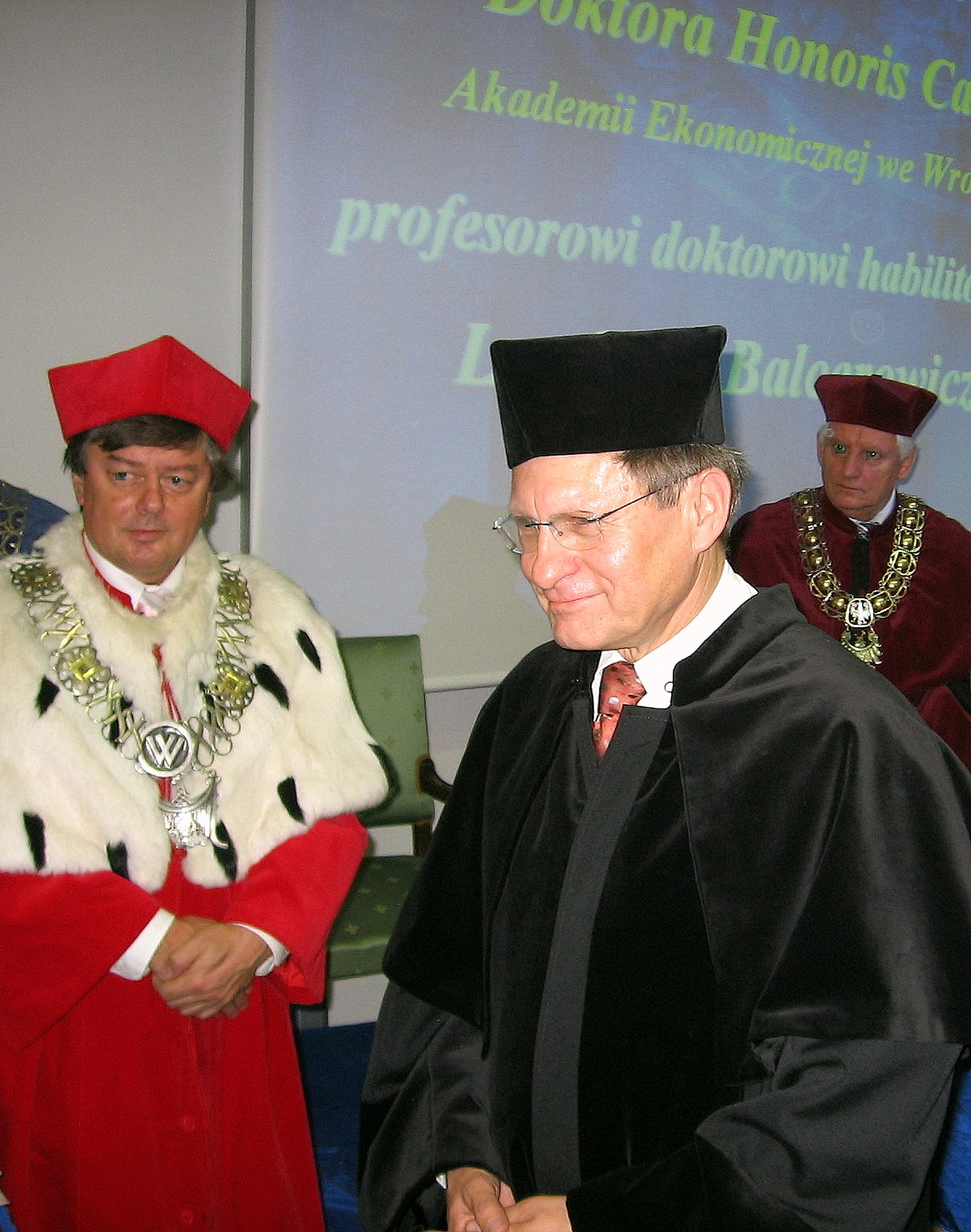
Wręczenie doktoratu h.c dr. hab. Leszkowi Balcerowiczowi (z lewej rektor uczelni prof. Bogusław Fiedor)

1. Kamil Stefko (1947–1951)
2. Stefan Górniak (1951–1952)
3. Antoni Wrzosek (1952–1955)
4. Krzysztof Jeżowski (1955–1956)
5. Wincenty Styś (1956–1959)
6. Adam Chełmoński (1959)
7. Józef Fiema (1959–1966)
8. Józef Popkiewicz (1966–1979)
9. Józef Kaleta (1979–1987)
10. Wiesław Pluta (1987–1990)
11. Józef Kaleta (1990–1993)
12. Andrzej Baborski (1993–1999)
13. Marian Noga (1999–2005)
14. Bogusław Fiedor (2005–2012)
15. Andrzej Gospodarowicz (2012–2016)[12]
16. Andrzej Kaleta (2016–2024)[13]
17. Czesław Zając (od 2024)